# Olga Riutort
Olga Elena Riutort López (San Juan, 12 de septiembre de 1948) es una dirigente política y bioquímica argentina, que pertenece al Partido Justicialista. Fue ocho años Diputada de la Nación Argentina por San Juan y precandidata a Gobernadora en 1995. Continuó su carrera política en la Provincia de Córdoba, donde fue sucesivamente Secretaria General de la Gobernación (1999-2002), Presidente de la Mesa Ejecutiva del Consejo Provincial de la Mujer (2004-2008) y concejal de la Ciudad de Córdoba de 2007 a 2015 y de 2019 a 2022.

## Biografía

### Comienzos
Nació en departamento Departamento  Rawson (San Juan). Sus hermanos: Alfredo Riutort, contador público y ex Ministro de Economía de la provincia de San Juan durante los gobiernos del Partido Bloquista, y Osvaldo Riutort médico gastroenterólogo. Es hija de Gabriel Riutort de oficio albañil, y María Elena Mora profesora de corte y confección. Realizó el secundario en la Escuela Nacional Sarmiento de San Juan, paralelamente aprendió Bellas Artes. Ya en la facultad, estudió Bioquímica en la Universidad Nacional de Cuyo, en San Luis, de donde se recibió en el año 1972.
En el ámbito académico, fue Jefa de Trabajos Prácticos y Profesora Adjunta de Química Biológica.
Inició la carrera de investigación en el Conicet y fue Profesora Titular de Química Orgánica II y Adjunta de Bromatología (ambas en la Facultad de Ciencias de la Alimentación de la Universidad Católica de Cuyo). Como investigadora, tiene trabajos publicados en el Chemical Abstract, integrando el equipo de Física Biológica.
Inició la carrera de investigación en el Conicet y fue Profesora Titular de Química Orgánica II y Adjunta de Bromatología (ambas en la Facultad de Ciencias de la Alimentación de la Universidad Católica de Cuyo). Como investigadora, tiene trabajos publicados en el Chemical Abstract, integrando el equipo de Física Biológica.
Entre 1972 y 1975 se desempeñó laboralmente como Jefa del Laboratorio de Bromatología de la Municipalidad de San Luis. Posteriormente, en 1976, tuvo a cargo el Laboratorio de Microbiología Industrial de la Facultad de Ingeniería Química de la Universidad Nacional de San Juan; y trabajó en su propio Laboratorio de Análisis.
Su vocación por la política nació en San Luis donde fue a estudiar Bioquímica en la Universidad Nacional de San Luis. Allí comienza su actividad política a los 17 años, militando en la Juventud Universitaria afiliándose en los años 1970 al Partido Justicialista. Una vez egresada, se desempeñó como docente en San Luis.

### Carrera política en San Juan
En  1982, con la apertura que hace la dictadura para que se reorganicen los Partidos Políticos, es electa Vicepresidenta del Partido Justicialista de la Provincia de San Juan y electa Diputada de la Nación Argentina para el período  1983 -1987  en Elecciones Generales.
En  1984 resulta elegida Presidenta del PJ de San Juan por el voto de los afiliados. En 1986 se produce el Congreso de la Renovación Nacional en Río Hondo y es designada Vicepresidenta 3.ª del Peronismo Renovador a nivel Nacional.
En 1987 resulta elegida nuevamente Diputada Nacional por San Juan, cargo que tendrá hasta 1991, elección que gana el Peronismo por primera vez desde la recuperación de la democracia. Como Diputada Nacional fue Presidenta de la Comisión de Medio Ambiente; Presidenta de la Comisión de Obras Públicas; Presidenta de la Comisión de Familia y Minoridad; Vicepresidenta de la Comisión de Ciencia y Tecnología; Vicepresidenta de la Comisión de Salud y Vocal de la Comisión de Transporte.
En el curso de su mandato como parlamentaria fue autora de varios proyectos de actual relevancia social: Proyecto de Ley Forestal, Patria Potestad compartida, Divorcio Vincular, Proyecto de creación del Programa Nacional de la Minoridad Carenciada, creación del Dique Cuesta del Viento, Reconversión Vitivinícola, Reforma del Embalse, Reforma del Código Penal para introducir la figura del delito ecológico o ambiental, Fauna y Creación del Consejo Federal de Saneamiento Básico. Asimismo, firmó como coautora del Proyecto de Ley de Promoción Industrial, entre otros.
Al promediar su segundo mandato como Diputada, se enfrentó políticamente con el gobernador Escobar. Así, Riutort fue candidata a gobernadora de San Juan en las elecciones de 1995, con el sublema "Arriba mi gente"; con Roberto Basualdo como compañero de fórmula. Sus votos terminaron tributando a la victoria del Frente de la Esperanza, de Jorge Escobar, quien contó con el apoyo del presidente Carlos Menem.

### Carrera política en Córdoba
Divorciada, en 1989 se radica definitivamente en la Provincia de Córdoba, donde vive hasta la fecha. El 28 de diciembre del mismo año contrae matrimonio con José Manuel de la Sota, por entonces Diputado Nacional por Córdoba e integrante de la renovación peronista. Ambos tenían dos hijas, de matrimonios anteriores.
En 1994 es Vicepresidenta del PJ Capital de la ciudad de Córdoba y en la actividad privada, explota una estación de combustible dual en la ciudad de La Carlota. En 1995 formó parte de la Comisión Nacional de Comunicaciones.

### Secretaria General de la Gobernación (1999-2003)
De la Sota conoció la victoria electoral en Córdoba cuando estaba casado con Olga, ya convertida en una activa militante justicialista cordobesa. El justicialismo pudo desbancar la larga tradición de gobiernos radicales en la provincia mediterránea.
Así, el 12 de julio de 1999 Riutort asumió el cargo de Secretaria General de la Gobernación con innovadoras iniciativas de gestión. Tuvo a su cargo la modernización del Estado, informatizándolo vertical y horizontalmente y creando el SUAC (Sistema Único de Atención Ciudadana); estableció el doble turno para la Administración Pública con el fin de mejorar la atención a los ciudadanos, digitalizó el control de asistencia y prohibió fumar en las dependencias del Estado.
Creó las agencias Córdoba Cultura, Córdoba Deportes, Córdoba Ciencia, Córdoba Ambiente y Córdoba Turismo que tenían como objetivo promover la descentralización administrativa y la desconcentración operativa del Estado. 
Tuvo a su cargo la formulación de políticas para reducir la brecha habitacional del Gran Córdoba. Así, fue la diseñadora de los “barrios ciudades”: nuevos asentamientos suburbanos de viviendas sociales con todos los servicios públicos esenciales incluidos (escuelas, dispensarios, alumbrado) para familias ubicadas en villas de emergencia y relocalizadas.
En cuanto a los derechos de las mujeres, fue una de las principales impulsoras de la Ley N.º 8901 de Igualdad de la Provincia de Córdoba (también conocida como "Ley Riutort"), que obliga a la participación equivalente de género obligatoriamente en toda lista de candidaturas electivas para desempeñar cargos representativos en órganos colegiados ejecutivos, deliberativos, de control, selección, profesionales o disciplinarios previstos en la Constitución de Córdoba o en sus respectivas leyes de creación o estatutos para equiparar géneros de cargos ejecutivos en los diversos órganos de la Provincia de Córdoba.
También, promovió activamente la creación del Consejo Provincial de la Mujer -del que sería titular de la Mesa Ejecutiva en dos oportunidades- en 2000 a través de la sanción y promulgación de la Ley N.º 8886 (Publicada en el Boletín Oficial del 4 de octubre de 2000).
Riutort ha sido una fervorosa defensora de los derechos de las minorías sexuales en Córdoba promoviendo políticas de aceptación y equidad tantos en los nombramientos oficiales como en la formulación de programas de apoyo y asistencia. Por caso, apoyó la formación de la Comisión para Minorías Sexuales y Portadores de VIH, en la órbita de la Secretaría de Derechos Humanos.
Defendió los derechos de los pacientes y promovió políticas de trato no discriminatorio, impulsando la aprobación de la Ley N.º 8835 -Carta de Derechos del Ciudadano-. Al respecto, se medida más cuestionada fue la creación de la “Casa de Recreo para personas viviendo con VIH” en el municipio de Capilla del Monte; iniciativa surgida originalmente de las asociaciones civiles Alas y Sigla de Córdoba y la Asociación de Travestis Unidas de Córdoba (Atuc), a través de la Comisión para Minorías Sexuales y Portadores de VIH, dependiente de la Secretaría de Derechos Humanos de la Provincia. Esto motivó protesta de algunos vecinos y el intendente de la villa serrana en contra. Finalmente, el 12 de junio de 2001 se habilitó la residencia de verano y apoyo psicológico; de la que designaron como padrinos al gobernador de la Sota y a Olga Riutort.
Entre las últimas decisiones antes de dejar el cargo, participó en el estudio de la reforma y conservación del actual Paseo del Buen Pastor, en donde solía funcionar una cárcel de mujeres.
Impulsó la construcción del embalse  Cuesta del Viento con el fin de producir energía y fomentar la producción agrícola y minera de la zona. La obra tiene la capacidad para generar 40 gigavatios por hora y asegura el riego de alrededor de 17.000 hectáreas.
Durante esta etapa presentó varios proyectos de ordenanza que suman causales de sanciones administrativas a los empleados públicos de Córdoba y nuevos requisitos para ocupar cargos en el Ejecutivo o ser candidato a cargos electivos u asesores en el Concejo Deliberante. 
En esos años presentó  21 proyectos d ley y 17 proyectos de declaración, entre los que se encontraba la ley de transparencia y acceso a la información pública, la creación del "Régimen municipal de desarrollo sostenible", las modificaciones de la Ley N.º 23.592 de Actos Discriminatorios para incluir la homofobia dentro de los mismos, el proyecto de ley de Presupuestos mínimos para la mitigación de inundaciones y adaptación al cambio climático, y la regulación de la publicidad oficial.

#### Retención de la aduana chilena
La primera mitad del primer mandato del gobernador de la Sota coincidió con desgajamiento económico y financiero del país bajo el gobierno de Fernando de la Rúa, para paliar la falta de fondos nacionales propuso bonos estatales, su calidad generó críticas de la UCR frente a ello expresó “Estos radicales ya no saben que hacer”, criticó, la imprenta donde se confeccionaron los Lecor es la misma que utilizó el exgobernador radical Ramón Mestre. En los últimos años ha buscado acercar posiciones con un sector del radicalismo provincial disidente.
Riutort, en 2004 decidió convertirse por sí misma en una protagonista del peronismo de la ciudad de Córdoba, ejerciendo una fuerte oposición a la gestión del intendente radical Ramón Mestre, denunciando que “en los primeros dos años de gestión de Mestre, durante la cual el déficit municipal creció el 127.62%, los gastos en basura crecieron el 153%, en publicidad aumentó un 1024,53%".

### Gestión del Consejo de la Mujer (2004-2008)
La Ley N.º 9157 otorgó autonomía funcional al Consejo Provincial de la Mujer y Riutort, designada única representante por el Poder Ejecutivo de la provincia, fue elegida presidente de la Mesa Ejecutiva en septiembre de 2004.
A través del organismo, se dio origen a la creación de la Primera Unidad Judicial de la Mujer y el Niño Víctimas de Delitos Contra la Integridad Sexual, la Casa de Tratamiento de Alta Crisis de la Mujer y el Niño Víctimas de Delitos contra la integridad sexual y los Consultorios Externos para el Tratamiento y Seguimiento de las Víctimas de Delitos contra la Integridad Sexual.
Riutort impulsó la creación de la primera Diplomatura en Prevención y Tratamiento de la Violencia Familiar y Sexual. También gestionó y propició la creación de la primera Biblioteca de Género en el país. Hizo posible la creación de la figura del Asesor Letrado para asistir en forma exclusiva a los delitos de violencia sexual, creada a su pedido por el Superior Tribunal de Justicia. Por su trabajo relacionado en esas áreas, se desempeñó como docente en la Diplomatura en Prevención y Tratamiento de la Violencia, en la Universidad Blas Pascal. Culminó su segundo mandato como Presidenta del Consejo Provincial de la Mujer, reelecta por unanimidad de sus integrantes.
No obstante los logros alcanzados en su gestión, en una medida que generó el rechazo de numerosas figuras de la vida pública y empresarial cordobesa, el 19 de agosto de 2008 fue desplazada de la Mesa Ejecutiva del Consejo por efecto de un Decreto del gobernador Juan Schiaretti; quien designó como representante del Poder Ejecutivo a la exlegisladora provincial Graciela Ruiz.

### Candidatura a Intendente de Córdoba (2007)
Fue elegida Presidente de la Junta Departamental Capital en 2004 y desde allí empezó a trabajar por su candidatura a Intendente de la ciudad de Córdoba en el turno de 2007. 
El 11 de noviembre de 2004 el gobernador de la Sota admitió públicamente que la pareja iniciaría los trámites de divorcio tras 21 años de matrimonio. Riutort en las elecciones internas de abril de 2007 sin embargo quedó en segundo lugar. En una movida audaz, se postuló en las elecciones generales del 2 de septiembre por fuera de la estructura partidaria y consiguió el tercer puesto, con el 15,7% de los votos, desplazando al cuarto puesto al candidato justicialista Roberto Chuit (15,4%), vencedor en las internas.

### Concejal municipal (2007-2011)
El 1 de diciembre de 2007 asumió una banca como Concejal de la ciudad de Córdoba en representación de la minoría y formó el "Bloque Eva Duarte". Su trabajo en el concejo le valió aun mayor reconocimiento social y otra vez se vio enfrentada a la estructura de poder dentro del PJ cordobés -liderado por de la Sota-. 
Como Concejal de la ciudad de Córdoba, presidió la Comisión de Desarrollo Urbano y ejerce la Secretaría de Servicios Públicos.

### Candidatura a Intendente de Córdoba (2011,2015 y 2019)

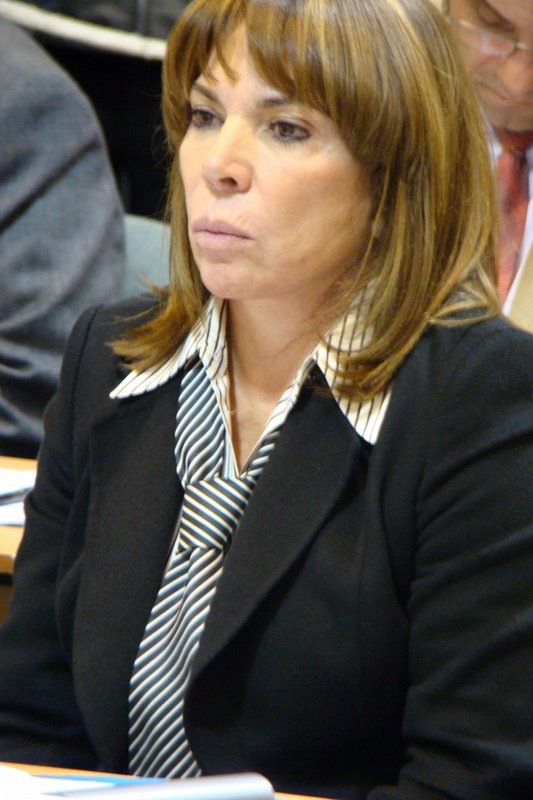
Riutort en los años 2010

En la elección del 18 de septiembre de 2011 para Intendente de Córdoba, Olga Riutort -candidata del frente Fuerza de la Gente- obtuvo el segundo puesto en la votación general con el 27,6% de los votos y detrás del candidato radical Ramón Javier Mestre -con el 35,6% y el intendente que menos votos obtuvo desde 1983-. En tanto, Héctor Campana, Vicegobernador de la provincia y candidato a Intendente también por el, PJ, quedó en tercer lugar con el 21,3% de los sufragios. Riutort obtuvo buena proyección de votos, consolidando su liderazgo en los sectores humildes de la capital cordobesa y triunfando en los barrios Villa El Libertador (Seccional 10.ª), Yapeyú (Seccional 6.ª) y Renacimiento (Seccional 5.ª) entre otros. 
En las elecciones de 2015 se presenta como candidata a intendente de Córdoba. Poco tiempo antes de la elección da de baja su candidatura y acepta compartir fórmula con Luis Juez del Frente Cívico de Córdoba formando la alianza Córdoba es Nuestro Compromiso. El binomio Juez-Ruitort obtuvo el 15.81%, quedando en el cuarto lugar detrás del intendente Mestre (reelecto), del periodista Tomás Méndez (Movimiento ADN) y de Esteban Dómina (Unión por Córdoba). A nivel nacional Ruitort respaldó al peronista Sergio Massa. Como concejal Riutort propuso transformar el Zoo de Córdoba en un parque de diversiones, devolviendo a los animales a su hábitat natural, El Zoo es sólo un espacio reservado para animales que, en su mayoría, están fuera de sus hábitats naturales y encerrados. El proyecto incluye un predio de 33 hectáreas de parque integrados a la ciudad, distribuidos en dos sectores, el espacio del actual zoológico de 21 hectáreas y el espacio de recreación.También presentó un proyecto de ley para becas para deportistas, entrenadores y técnicos, cobertura médica para los mismos, infraestructura deportiva, un laboratorio de control de dopaje y los gastos que demanden las competencias nacionales e Inter nacionales.
En 2019 fue nuevamente candidata a intendente de Córdoba por el Movimiento Libres del Sur como concejal, cargo que ocupó hasta el 20 de abril de 2022 tras asumir como directora del PAMI de Córdoba.En el año 2020 incursionó en la actividad bodegera con un viñedo de 7 hectáreas en la chacra de sus padres.
Logró la aprobación de leyes para el desarrollo local y regional, impulsó  la creación de parques y zonas industriales en todo el territorio provincial. Una década después había 37 de estos parques en construcción, 22 más de los 5 parques iniciales.Presentó proyectos de ley para eximir de IIBB a productores agropecuarios para la generación de energía renovable, especialmente biocombustibles, como alternativa de diversificación de la matriz energética, convirtió a Córdoba en pionera en esta materia a nivel nacional.

## Elecciones a Intendente[25][26]

#### Elecciones 2007
| Candidato           | Partido                      | Porcentaje | Concejales |
| ------------------- | ---------------------------- | ---------- | ---------- |
| Daniel Giacomino    | Frente Cívico                | 42,4%      | 16         |
| Ramón Javier Mestre | Unión Cívica Radical         | 20,2%      | 6          |
| Olga Riutort        | Movimiento de Acción Vecinal | 16,1%      | 4          |

Concejales: Olga Riutort (Pte del bloque), Luis Carlos Lencinas, Miguel Ángel Siciliano, Oscar Vera Barros.

#### Elecciones 2011
| Candidato           | Partido              | Porcentaje | Concejales |
| ------------------- | -------------------- | ---------- | ---------- |
| Ramón Javier Mestre | Unión Cívica Radical | 35,7%      | 16         |
| Olga Riutort        | Fuerza de la Gente   | 27,7%      | 7          |
| Héctor Campana      | Unión por Córdoba    | 21,3%      | 6          |

Concejales: Olga Riutort (Pte. del bloque Eva Duarte), María Josefina Almada, Marcelo Rodio, Juan Manuel Rodríguez, Miguel Ángel Siciliano, Jorge Stabio y Oscar Vera Barros.

#### Elecciones 2019
| Candidato            | Partido                                | Porcentaje | votos   | Concejales |
| -------------------- | -------------------------------------- | ---------- | ------- | ---------- |
| Martin Llaryora      | Hacemos por Córdoba                    | 40,16%     | 277.564 | 16         |
| Luis Juez            | Córdoba Cambia                         | 21,69%     | 149.913 | 6          |
| Rodrigo de Loredo    | Unión Cívica Radical                   | 19,33%     | 133.626 | 6          |
| Juan Pablo Quinteros | Encuentro Vecinal Córdoba              | 5,58%      | 38.558  | 1          |
| Laura Vilches        | Frente de Izquierda y los Trabajadores | 4,22%      | 29.156  | 1          |
| Olga Riutort         | Movimiento Libres del Sur              | 4,11%      | 28.439  | 1          |

Concejales: Olga Riutort.